# Königreich Powys

Karte der walisischen Königreiche gegen Ende des 11. Jahrhunderts

Das Königreich Powys (walisisch Teyrnas Powys) war ein mittelalterliches Königreich und Fürstentum in Wales.

## Geographie
Powys nahm das Bergland von Mittelwales ein. Es hatte keinen eigenen Zugang zum Meer, sondern grenzte im Norden an Gwynedd, im Westen an Ceredigion, im Südwesten an Seisyllwg bzw. Deheubarth und im Süden an Brycheiniog. Es bestand aus den Cantrefi Maelor, Mechain, Cedewain und Cyfeiliog. Im Norden war Penllyn mit Gwynedd umstritten, im Süden waren Arwystli, Maelienydd, Gwrtheyrnion, Builth und Elfael zeitweise selbständige Herrschaften.

## Geschichte

### Vom Ende der Römerzeit bis zur ersten Jahrtausendwende
Powys war eines der vier Königreiche, die nach dem Ende der römischen Herrschaft  im 5. Jahrhundert in Wales entstanden. Es wurde von den Königen aus dem Haus Gwerthrynion beherrscht, die sich von dem mythischen keltischen Herrscher Vortigern ableiteten. Sitz der Könige war Pengwern, später auch Mathrafal. Das keltische Königreich grenzte nach der Landnahme der Angelsachsen seit dem 6. Jahrhundert im Osten an das Königreich Mercia. Zwischen den walisischen und den angelsächsischen Königreichen kam es häufig zu blutigen Raubzügen und Eroberungskriegen. Im 8. Jahrhundert errichtete König Offa von Mercien an der Grenze zu Powys einen Grenzwall, den Offa’s Dyke, der über Jahrhunderte als Grenzlinie zwischen walisischen und angelsächsischen Gebieten diente. Zu Beginn des 9. Jahrhunderts konnte Cenwulf von Mercia einen Großteil von Powys erobern, sein Nachfolger Beornwulf konnte die Eroberung um 823 abschließen. Nach dem Zusammenbruch von Mercia nach dem Tod von Beornwulf 825 konnte der walisische König Cyngen ap Cadell wieder die Herrschaft über Powys erlangen. Ihm folgte sein Neffe Rhodri der Große, der auch König von Gwynedd war. Nach Rhodris Tod 878 wurde Powys unter seinem Sohn Merfyn wieder ein selbständiges Königreich, doch war es in den nächsten Jahrhunderten, wie unter Hywel Dda oder Gruffydd ap Llywelyn mehrmals mit Gwynedd vereint.

### Beginn der Normannischen Eroberung
Nach dem Tod von Gruffydd ap Llywelyn 1063 konnte der englische König Eduard der Bekenner seinen Verbündeten Bleddyn ap Cynfyn als König von Powys einsetzen. Ab 1071 geriet die Ostgrenze unter den Druck der normannischen Eroberung von Wales, als der englische König Wilhelm der Eroberer seinen Vertrauten Roger de Montgomerie zum Earl of Shrewsbury ernannte. Gegen die normannische Eroberung leistete Bleddyns Sohn Cadwgan ap Bleddyn langanhaltenden Widerstand. Schließlich musste er jedoch einen Frieden mit den Normannen schließen, durch den er auch Herrscher von Ceredigon wurde. Gegen Ende seiner Herrschaft wurde Powys jedoch durch brutal geführte Machtkämpfe innerhalb seiner Familie erschüttert, denen auch Cadgwan zum Opfer fiel. In diesen Kämpfen konnte sich schließlich Cadwgans Bruder Maredudd durchsetzen. Unter ihm und seinem Sohn Madog konnte sich Powys neben Gwynedd behaupten und wurde zeitweise zum führenden walisischen Fürstentum.

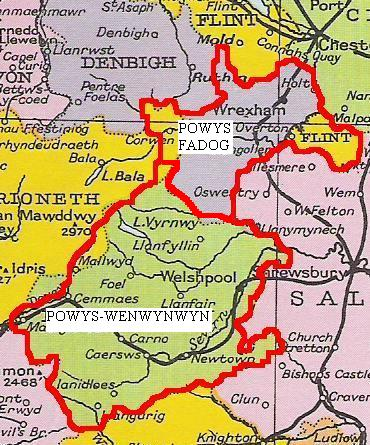
Nord- und Südpowys um 1190

### Aufteilung in Nord- und Südpowys
Nach dem Tod von Madog ap Maredudd teilten seine Söhne sein Reich mit seinem Neffen Owain Cyfeiliog, so dass Powys schließlich in mehrere Teilfürstentümer zerfiel und keine führende Rolle mehr in der walisischen Geschichte spielte. Die Hauptteilung erfolgte in ein südliches Fürstentum, das ab etwa 1200 nach seinem Fürsten Gwenwynwyn Powys Wenwynwyn genannt wurde, und ein nördliches Fürstentum, das zur Unterscheidung von Südpowys nach seinem damaligen Fürsten Madog ap Gruffydd Powys Fadog genannt wurde. Im Gegensatz zu Powys Fadog, von dem sich noch weitere Herrschaften abspalteten, blieb Powys Wenwynwyn ungeteilt.

#### Nord-Powys oder Powys Fadog

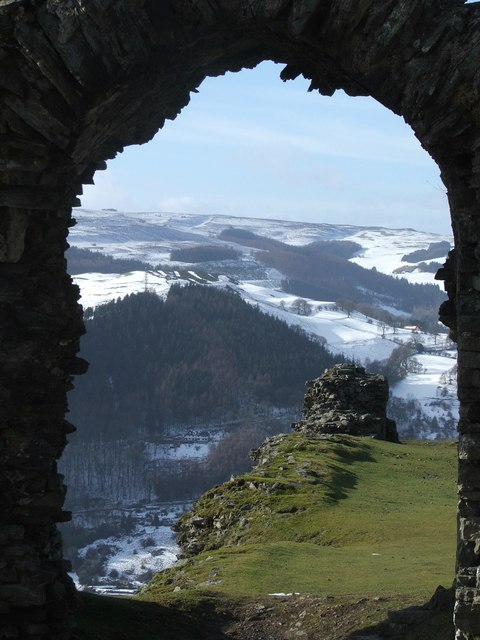
Ausblick von der Ruine von Dinas Bran, der um 1260 erbauten Residenz der Herren von Powys Fadog

Bei der Teilung von Powys nach dem Tod von Madog ap Maredudd erhielten seine drei Söhne die Gebiete nördlich des River Rhaeadr und des Tanat. Die jüngeren Söhne Owain Fychan und Owain Brogyntyn erhielten in Mechain, Edeirnion und Penllyn eigene Herrschaften unter der Oberherrschaft ihres Bruders Gruffydd Maelor, der Herr von Maelor, Iâl, Cynllaith, Nanheudwy und Teilen von Mochnant blieb. Gruffydd Maelors Erben verloren jedoch zunehmend die Oberherrschaft über die Nebenlinien, die sich teils auch weiter aufteilten. Alle Herren von Powys Fadog gerieten im 13. Jahrhundert in immer stärkere Abhängigkeit von Llywelyn ap Gruffydd, dem Fürsten von Wales. Als Verbündete von Llywelyn ap Gruffydd verloren sie während der Eroberung von Wales durch König Eduard I. vollends ihre Unabhängigkeit, nur einige von ihnen durften Teile ihres Grundbesitzes unter englischer Oberherrschaft behalten. Einer ihrer Nachfahren war Owain Glyndŵr, der Anführer der walisischen Rebellion zu Beginn des 15. Jahrhunderts. Aus dem Großteil des Territoriums von Powys Fadog wurden nach der englischen Eroberung die neuen Baronien Bromfield und Yale sowie Chirkland gebildet. 

#### Süd-Powys oder Powys Wenwynwyn
Den südlichen Teil von Powys südlich des River Rhaeadr erhielt 1160 Madogs Neffe Owain Cyfeiliog. Nach dem Scheitern der Feldzüge von König Heinrich II. gegen Wales führte er ab 1167 eine ausgleichende Politik gegenüber England. Sein Sohn Gwenwynwyn versuchte dagegen gegen Ende des 12. Jahrhunderts sein Fürstentum offensiv zu vergrößern. 1197 besetzte er die selbständige walisische Herrschaft Arwystli. Dazu versuchte er von den Erbstreitigkeiten in Deheubarth nach dem Tod von Lord Rhys zu profitieren, und ebenso versuchte er mit Hilfe aus Gwynedd Teile der anglonormannischen Welsh Marches zu erobern. Dies führte schließlich 1198 zu der katastrophalen Niederlage seines Heeres gegen ein anglonormannisches Heer bei Painscastle. Durch seine weiterhin aggressive, dabei schwankende Politik geriet er schließlich zwischen die Fronten von Llywelyn ab Iorwerth, dem Fürsten von Gwynedd, und dem englischen König Johann. Letztlich musste er nach England flüchten, wo er 1216 starb. Powys Wenwynwyn wurde von Llywelyn ap Iorwerth besetzt, erst nach dessen Tod 1240 konnte der englische König Heinrich III. erreichen, dass Gwenwynwyns Sohn Gruffydd das Reich seines Vaters zurückerhielt. Dieser errichtete Powis Castle bei Welshpool als seine Residenz. In den Folgejahren betrieb er eine opportunistische Politik zwischen dem englischen König und Llywelyn ap Gruffydd, dem Fürsten von Wales. Nach einem geplanten Mordanschlag auf Llywelyn musste auch Gruffydd 1274 nach England flüchten, während sein Reich von Llywelyn besetzt wurde. Durch die Eroberung von Wales durch Eduard I. erhielt er es jedoch schließlich als feudale englische Baronie zurück, womit er letztlich der einzige walisische Fürst war, der nach der Eroberung von Wales seine Herrschaft, wenn auch als englischer Baron, erhalten konnte. Durch Heirat fiel Powys Wenwynwyn schließlich zu Beginn des 14. Jahrhunderts an den englischen Adligen John Charlton, der zum ersten Baron Charlton of Powys erhoben wurde.

### County bzw. Principal Area seit 1974
Seit der Verwaltungsreform von 1974 gibt es ein County Powys, das nach dem mittelalterlichen Königreich benannt wurde. Durch die Verwaltungsreform von 1996 wurde das County in das Preserved County und die Principal Area Powys umgewandelt.